# В бурю (опера)
«В бу́рю» — опера Тихона Хренникова в 4 действиях, 8 картинах (вторая редакция — в 4 действиях, 6 картинах), на либретто А. М. Файко и Н. Е. Вирты по мотивам романа Н. Е. Вирты «Одиночество», рассказывающая о Тамбовском восстании 1920—1921 гг.
Премьера состоялась 10 октября 1939 года в Музыкальном театре имени В. И. Немировича-Данченко, второй редакции — 12 октября 1952 года там же.

## Сюжет

### Первое действие
Идёт гражданская война. Житель села Дворики Тамбовской губернии Листрат организует сопротивление односельчан, поддерживающих Советскую власть, банде Антонова. Один из главных организаторов антоновщины — кулак Сторожев, на которого батрачит брат Листрата, Лёнька. По приказу отряд Листрата уходит из села, чтобы сосредоточить немногочисленные силы на охране железной дороги.
Лёнька и Наташа, дочь середняка Фрола Баева, влюблены друг в друга. Но Сторожев не позволяет им общаться, он вместе с оставшимися в селе крестьянами готовит торжественную встречу Антонову.
Антонов въезжает в село вместе со своим штабом и любовницей Манькой Косовой.

### Второе действие
Листрат и Лёнька, ставший вестовым при Сторожеве, встречаются в избе Аксиньи. Они теперь враги, но спокойствие брата останавливает Лёньку, потянувшегося за наганом. Неожиданно к Аксинье приходит Сторожев с помощниками, и Лёнька помогает брату укрыться. Бандиты никого не находят, Сторожев бьёт Лёньку плетью по лицу. Это окончательно отталкивает Лёньку от антоновцев, и он вместе с братом уходит в партизанский отряд.
В селе антоновцы грабят и притесняют крестьян. Антонов гуляет и пьёт. Манька Косова расстреливает неприглянувшихся ей крестьян. Те начинают понимать истинную сущность бандитов и постепенно уходят в отряд Листрата. Сторожев видит, что антоновцы теряют поддержку и предлагает выставить замученных бандитами крестьян жертвами красных.
Наташа давно не слышала ничего о Лёньке. Сторожев пользуется её неведением и говорит, что Ленька забыл её и женился в партизанском отряде на коммисарше. Наташа верит обманщику и думает наложить на себя руки. Отец Наташи идёт к Антонову искать справедливости, но чуть не погибает. Середняки перестают верить бандитам, Фрол с другом Андреем решает идти в Москву к Ленину.

### Третье действие
Наташа ожидает ребенка и злится на Лёньку. Неожиданно он появляется перед ней. Наташа хочет выдать его антоновцам, но Лёнька успокаивает её и убеждает, что Сторожев оклеветал его.
Фрол и Андрей дошли до Москвы. В приёмной Ленина они встречают Листрата, приехавшего на съезд партии. Листрат рассказывает от делах партии и победах Советской власти, обещает вскоре покончить с антоновщиной. Фрол и Андрей не верят, но все собравшиеся в приёмной подтверждают слова Листрата. Выходит Ленин и приглашает ходоков к себе.

### Четвертое действие
Фрол и Андрей возвратились в Дворики. Они рассказывают односельчанам о встрече с Лениным и решениях партии. Встретившись с дочерью и внуком, Фрол уходит, чтобы рассказать новости из Москвы в соседних сёлах.
Сторожев, Антонов и Косова организуют засаду против Фрола и его спутников. Фрол погибает.
Лёнька и Наташа охраняют посаженного под замок Сторожева. Листрат требует дать письменные показания и оставляет арестованному письменные принадлежности и свет. Наташа уходит. Сторожев просит Лёньку о помощи, а когда тот отпирает сарай, наносит удар ножом и пытается сбежать. В этот момент возвращается Наташа и стреляет в Сторожева. Собирается народ и видит последнего убитого антоновца. Листрат говорит, что все враги будут побеждены.

## История создания и постановок
На создание оперы Тихона Хренникова вдохновил Владимир Немирович-Данченко, руководитель Музыкального театра. Хренников приступил к работе в 1936 году. Либретто писали Алексей Файко и автор первоисточника Николай Вирта, который работал над пятой картиной, а ранее выпустил собственную инсценировку романа под названием «Земля». Им помогали сам Немирович-Данченко и коллектив театра. Первая редакция оперы была готова к 1939 году. Премьера состоялась 10 октября 1939 года. Постановку осуществил Немирович-Данченко, дирижёром выступил Евгений Акулов.
Впервые на оперной сцене был воссоздан образ Ленина, не получивший, однако, музыкального воплощения.
28 октября того же года состоялась премьера в Театре оперы и балета имени С. М. Кирова в Ленинграде, а 20 декабря — в Киеве, где присутствовал сам Хренников.
После войны Хренников подготовил вторую редакцию оперы в четырёх действиях и шести картинах. Постановка Немировича-Данченко, умершего в 1943 году, была возобновлена в Музыкальном театре Павлом Златогоровым и Надеждой Кемарской.
Опера была поставлена в разные годы в оперных театрах Ленинграда, Киева, Вильнюса (дважды), Кишинёва, Ташкента, Душанбе, Алма-Аты, Новосибирска, Днепропетровска, Саранска, Харькова, Донецка, Саратова, Одессы, Свердловска, Перми (дважды), Казани, Самары, Улан-Удэ, Уфы и др.
19 марта 2015 года на сцене Мариинского театра состоялось концертное исполнение оперы (дирижёр Павел Петренко)
Среди зарубежных постановок:
- 7 июня 1956 — Дрезденская опера, дирижёр Рудольф Нейгауз.
- 24 ноября 1956 — Словацкий национальный театр (Братислава), режиссёр-постановщик Милос Вассербауэр, дирижёр Тибор Фрешо.
- 11 сентября 1959 — Оперный театр (Русе)
- 13 сентября 1967 — Городской театр Нордхаузена, дирижёр Курт Шефер[8]

## Аудиозаписи
- 1939 — дирижёр Евгений Акулов. Хор, оркестр, солисты театра имени Станиславского и Немировича-Данченко.
- 1965 — дирижёр Геннадий Проваторов. Хор, оркестр, солисты театра имени Станиславского и Немировича-Данченко.

## Видеозаписи
- 1977 — Новосибирский театр оперы и балета, режиссер Ваган Багратуни, дирижер Борис Грузин, Наталья — Зинаида Диденко.[9]

## Критика
Михаил Друскин характеризует музыку Хренникова как тёплую и искреннюю. Он отмечает отражение в ариях и хорах разворачивающихся на сцене событий: лирические песни сменяются тревожными сольными партиями; на смену маршеобразным мелодиям, характеризующим отряд партизан, приходят задумчивая ария матери Аксиньи и колыбельная Лёньки; после надрыва и безнадёжности в пении обиженного крестьянина возникает гневный, осуждающий бандитов хор; протяжная песня крестьян, истосковавшихся по земле, контрастирует с озлобленной арией обречённого врага. Через образы героев, их личную драму раскрываются страдания и победы всего народа.
Абрам Гозенпуд отмечает, что наиболее удачные сцены оперы основаны на противопоставлении: Сторожев и Лёнька, обманутый хозяином, против Листрата; Наташа, поверившая клевете, и Лёнька. Одним из высших достижений советского оперного искусства Гозенпуд называет сцену примирения Лёньки и Наташи. Вся буря чувств, бушующая на сцене, великолепно воплощена в музыке, передающей дух народных и революционных песен.